# Motomondiale 2011
L'edizione 2011 del motomondiale è stata la 63ª dalla sua istituzione nel 1949. Ha avuto inizio il 20 marzo con il Gran Premio del Qatar ed è terminata il 6 novembre con il Gran Premio della Comunità Valenciana.
Al termine della stagione di gare Casey Stoner e Honda si sono aggiudicati rispettivamente il titolo piloti e quello costruttori della MotoGP. Nella Moto2 il titolo piloti è stato appannaggio di Stefan Bradl e il titolo costruttori della Suter. Nella classe 125 (all'ultimo anno di presenza nel motomondiale) tra i piloti si è imposto Nicolás Terol e tra i costruttori Aprilia. 
La stagione è ricordata anche per la tragica morte di Marco Simoncelli, pilota della MotoGP, che perì il 23 ottobre 2011 nel Gran Premio della Malesia, investito dalle motociclette di Valentino Rossi e Colin Edwards al 2º giro. Si trattò della seconda stagione consecutiva in cui si verificò un incidente mortale, a poco più di un anno di distanza dall'incidente che costò la vita a Shōya Tomizawa nel Gran Premio di San Marino.

## Modifiche regolamentari
Rispetto alla stagione precedente, sono state apportate alcune modifiche al formato delle prove libere (tre sessioni da 45 minuti l'una per Moto2 e MotoGP, tre da 40 minuti per la 125) e delle qualifiche (40 minuti per la 125, 45 per la Moto2 e 60 per la MotoGP). Inoltre la griglia di partenza è ora composta sempre da 3 piloti per fila, indipendentemente dalla classe, mentre fino all'anno precedente erano 3 piloti ogni fila in MotoGP e 4 ogni fila per la Moto2 e 125.

## Il calendario
Il calendario provvisorio è stato annunciato il 30 settembre 2010 ed è composto da 18 gare di cui una, quella del Qatar, in notturna. Il GP del Giappone, previsto per il 24 aprile, è stato rinviato al 2 ottobre a causa delle conseguenze del terremoto di Sendai e degli incidenti alla centrale nucleare di Fukushima Daiichi.
| Data         | Gran Premio                                | Circuito             | Vincitore MotoGP | Vincitore Moto2 | Vincitore 125    | Resoconto |
| ------------ | ------------------------------------------ | -------------------- | ---------------- | --------------- | ---------------- | --------- |
| 20 marzo     | GP del Qatar                               | Losail               | Casey Stoner     | Stefan Bradl    | Nicolás Terol    | Resoconto |
| 3 aprile     | GP di Spagna                               | Jerez de la Frontera | Jorge Lorenzo    | Andrea Iannone  | Nicolás Terol    | Resoconto |
| 1º maggio    | GP del Portogallo                          | Estoril              | Daniel Pedrosa   | Stefan Bradl    | Nicolás Terol    | Resoconto |
| 15 maggio    | GP di Francia                              | Le Mans (Bugatti)    | Casey Stoner     | Marc Márquez    | Maverick Viñales | Resoconto |
| 5 giugno     | GP di Catalogna                            | Barcellona           | Casey Stoner     | Stefan Bradl    | Nicolás Terol    | Resoconto |
| 12 giugno    | GP di Gran Bretagna                        | Silverstone          | Casey Stoner     | Stefan Bradl    | Jonas Folger     | Resoconto |
| 25 giugno    | GP d'Olanda                                | Assen                | Ben Spies        | Marc Márquez    | Maverick Viñales | Resoconto |
| 3 luglio     | GP d'Italia                                | Mugello              | Jorge Lorenzo    | Marc Márquez    | Nicolás Terol    | Resoconto |
| 17 luglio    | GP di Germania                             | Sachsenring          | Daniel Pedrosa   | Marc Márquez    | Héctor Faubel    | Resoconto |
| 24 luglio    | GP degli USA                               | Laguna Seca          | Casey Stoner     | No Moto2 e 125  | No Moto2 e 125   | Resoconto |
| 14 agosto    | GP della Repubblica Ceca                   | Brno                 | Casey Stoner     | Andrea Iannone  | Sandro Cortese   | Resoconto |
| 28 agosto    | GP di Indianapolis                         | Indianapolis         | Casey Stoner     | Marc Márquez    | Nicolás Terol    | Resoconto |
| 4 settembre  | GP di San Marino e della Riviera di Rimini | Misano Adriatico     | Jorge Lorenzo    | Marc Márquez    | Nicolás Terol    | Resoconto |
| 18 settembre | GP d'Aragona                               | Motorland Aragón     | Casey Stoner     | Marc Márquez    | Nicolás Terol    | Resoconto |
| 2 ottobre    | GP del Giappone                            | Motegi               | Daniel Pedrosa   | Andrea Iannone  | Johann Zarco     | Resoconto |
| 16 ottobre   | GP d'Australia                             | Phillip Island       | Casey Stoner     | Alex De Angelis | Sandro Cortese   | Resoconto |
| 23 ottobre   | GP della Malesia                           | Sepang               | Cancellata       | Thomas Lüthi    | Maverick Viñales | Resoconto |
| 6 novembre   | GP della Comunità Valenciana               | Valencia             | Casey Stoner     | Michele Pirro   | Maverick Viñales | Resoconto |

## Sistema di punteggio e legenda
| Pos.  | 1  | 2  | 3  | 4  | 5  | 6  | 7 | 8 | 9 | 10 | 11 | 12 | 13 | 14 | 15 | 16 > |
| ----- | -- | -- | -- | -- | -- | -- | - | - | - | -- | -- | -- | -- | -- | -- | ---- |
| Punti | 25 | 20 | 16 | 13 | 11 | 10 | 9 | 8 | 7 | 6  | 5  | 4  | 3  | 2  | 1  | 0    |

## Le classi

### MotoGP

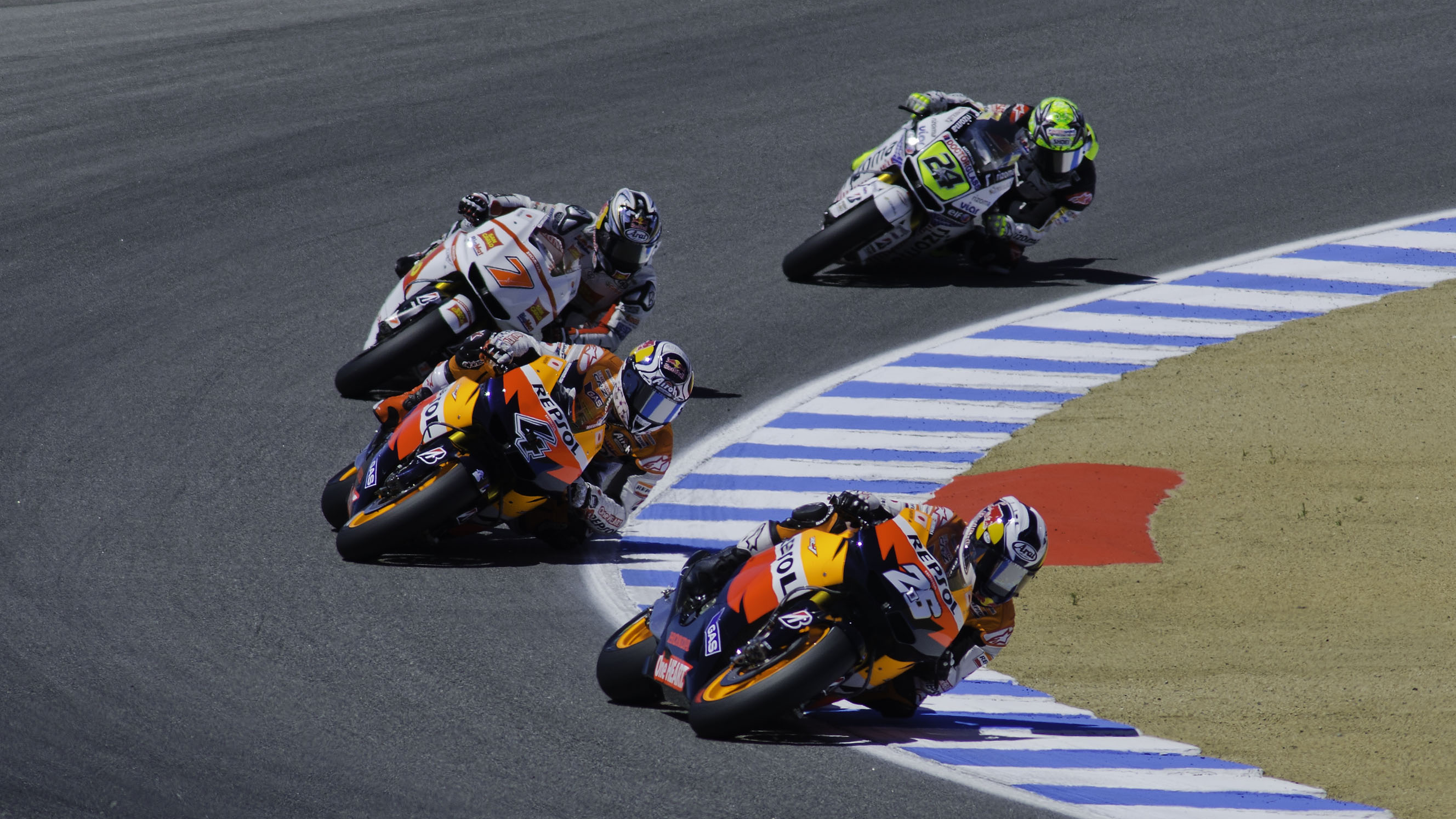
Fase del GP degli Stati Uniti.

Vige il regime di monogomma fornita dalla giapponese Bridgestone.
La stagione che era prevista sulla disputa di 18 gran premi ha assegnato punteggio in 17 occasioni. Il GP della Malesia venne infatti interrotto poco dopo il via, ed in seguito annullato, a causa dell'incidente che portò alla morte di Marco Simoncelli.
Il titolo iridato piloti è stato matematicamente assegnato con due gare d'anticipo al pilota australiano della Honda, Casey Stoner, che ha ottenuto il suo secondo titolo piloti, dopo quello vinto nel 2007 in sella alla Ducati.
Lo stesso pilota australiano è stato anche quello che ha ottenuto più successi nella stagione con 10 affermazioni, lasciando la vittoria nei restanti gran premi a Jorge Lorenzo e Daniel Pedrosa con 3 vittorie ciascuno e a Ben Spies che ha ottenuto la sua prima e unica vittoria nel motomondiale in occasione del Gran Premio d'Olanda.
Il titolo costruttori è stato ottenuto da Honda, i cui piloti si sono imposti in 13 occasioni su 17, precedendo Yamaha e Ducati; la squadra ufficiale Repsol Honda, che oltre a Stoner e Pedrosa schierava anche l'italiano Andrea Dovizioso, si è imposta nella classifica riservata ai team, precedendo anche in questo caso i team ufficiali Yamaha e Ducati.

#### Classifica piloti (prime 5 posizioni)
| Pos. | Pilota           | Moto   |   |     |     |     |     |     |     |   |   |   |     |   |   |     |   |    |    |     | P.ti |
| ---- | ---------------- | ------ | - | --- | --- | --- | --- | --- | --- | - | - | - | --- | - | - | --- | - | -- | -- | --- | ---- |
| 1    | Casey Stoner     | Honda  | 1 | Rit | 3   | 1   | 1   | 1   | 2   | 3 | 3 | 1 | 1   | 1 | 3 | 1   | 3 | 1  | AN | 1   | 350  |
| 2    | Jorge Lorenzo    | Yamaha | 2 | 1   | 2   | 4   | 2   | Rit | 6   | 1 | 2 | 2 | 4   | 4 | 1 | 3   | 2 | NP | AN | INF | 260  |
| 3    | Andrea Dovizioso | Honda  | 4 | 12  | 4   | 2   | 4   | 2   | 3   | 2 | 4 | 5 | 2   | 5 | 5 | Rit | 5 | 3  | AN | 3   | 228  |
| 4    | Daniel Pedrosa   | Honda  | 3 | 2   | 1   | Rit | INF | INF | INF | 8 | 1 | 3 | Rit | 2 | 2 | 2   | 1 | 4  | AN | 5   | 219  |
| 5    | Ben Spies        | Yamaha | 6 | Rit | Rit | 6   | 3   | Rit | 1   | 4 | 5 | 4 | 5   | 3 | 6 | 5   | 6 | NP | AN | 2   | 176  |
| Pos. | Pilota           | Moto   |   |     |     |     |     |     |     |   |   |   |     |   |   |     |   |    |    |     | P.ti |

| Legenda                                                                        | 1º posto        | 2º posto        | 3º posto | A punti      | Senza punti        | Grassetto=Pole position Corsivo=Giro più veloce |
| Legenda                                                                        | Gara non valida | Non qualificato | Ritirato | Squalificato | "-" Dato non disp. | Grassetto=Pole position Corsivo=Giro più veloce |
| Fonte dei dati: motogp.com, racingmemo.free.fr, autosport.com, jumpingjack.nl. |                 |                 |          |              |                    |                                                 |

#### Classifica costruttori (prime tre posizioni)
| Pos. | Costruttore | Motocicletta |   |   |   |   |   |   |   |   |   |   |   |   |   |   |   |   |    |   | P.ti |
| ---- | ----------- | ------------ | - | - | - | - | - | - | - | - | - | - | - | - | - | - | - | - | -- | - | ---- |
| 1    | Honda       | RC212V       | 1 | 2 | 1 | 1 | 1 | 1 | 2 | 2 | 1 | 1 | 1 | 1 | 2 | 1 | 1 | 1 | AN | 1 | 405  |
| 2    | Yamaha      | YZR-M1       | 2 | 1 | 2 | 4 | 2 | 3 | 1 | 1 | 2 | 2 | 4 | 3 | 1 | 3 | 2 | 5 | AN | 2 | 325  |
| 3    | Ducati      | Desmosedici  | 7 | 3 | 5 | 3 | 5 | 4 | 4 | 6 | 8 | 6 | 6 | 8 | 7 | 7 | 7 | 6 | AN | 8 | 180  |

#### Classifica squadre (prime tre posizioni)
| Pos. | Squadra               | Piloti             |   |     |     |     |   |     |   |    |   |   |     |    |     |     |     |     |    |     | P.ti |
| ---- | --------------------- | ------------------ | - | --- | --- | --- | - | --- | - | -- | - | - | --- | -- | --- | --- | --- | --- | -- | --- | ---- |
| 1    | Repsol Honda          | Casey Stoner       | 1 | Rit | 3   | 1   | 1 | 1   | 2 | 3  | 3 | 1 | 1   | 1  | 3   | 1   | 3   | 1   | AN | 1   | 528  |
| 1    | Repsol Honda          | Daniel Pedrosa     | 3 | 2   | 1   | Rit |   |     |   | 8  | 1 | 3 | Rit | 2  | 2   | 2   | 1   | 4   | AN | 5   | 528  |
| 1    | Repsol Honda          | Andrea Dovizioso   | 4 | 12  | 4   | 2   | 4 | 2   | 3 | 2  | 4 | 5 | 2   | 5  | 5   | Rit | 5   | 3   | AN | 3   | 528  |
| 1    | Repsol Honda          | Hiroshi Aoyama     |   |     |     |     |   |     | 8 |    |   |   |     |    |     |     |     |     | AN |     | 528  |
| 2    | Yamaha Factory Racing | Jorge Lorenzo      | 2 | 1   | 2   | 4   | 2 | Rit | 6 | 1  | 2 | 2 | 4   | 4  | 1   | 3   | 2   | NP  | AN |     | 446  |
| 2    | Yamaha Factory Racing | Ben Spies          | 6 | Rit | Rit | 6   | 3 | Rit | 1 | 4  | 5 | 4 | 5   | 3  | 6   | 5   | 6   | NP  | AN | 2   | 446  |
| 2    | Yamaha Factory Racing | Katsuyuki Nakasuga |   |     |     |     |   |     |   |    |   |   |     |    |     |     |     |     | AN | 6   | 446  |
| 3    | Ducati Team           | Valentino Rossi    | 7 | 5   | 5   | 3   | 5 | 6   | 4 | 6  | 9 | 6 | 6   | 10 | 7   | 10  | Rit | Rit | AN | Rit | 271  |
| 3    | Ducati Team           | Nicky Hayden       | 9 | 3   | 9   | 7   | 8 | 4   | 5 | 10 | 8 | 7 | 7   | 14 | Rit | 7   | 7   | 7   | AN | Rit | 271  |
| Pos. | Squadra               | Piloti             |   |     |     |     |   |     |   |    |   |   |     |    |     |     |     |     |    |     | P.ti |

| Legenda                                                                        | 1º posto        | 2º posto        | 3º posto | A punti      | Senza punti        | Grassetto=Pole position Corsivo=Giro più veloce |
| Legenda                                                                        | Gara non valida | Non qualificato | Ritirato | Squalificato | "-" Dato non disp. | Grassetto=Pole position Corsivo=Giro più veloce |
| Fonte dei dati: motogp.com, racingmemo.free.fr, autosport.com, jumpingjack.nl. |                 |                 |          |              |                    |                                                 |

### Moto2

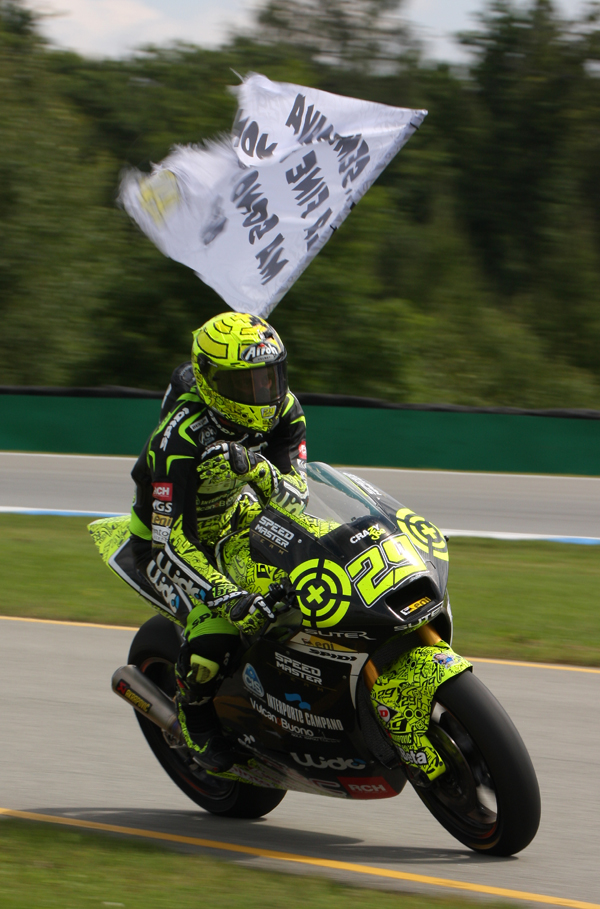
Andrea Iannone dopo la vittoria nel GP della Repubblica Ceca.

Anche in questa nuova classe vige il regime monogomma; in questo caso fornita dalla Dunlop. Come da regolamento della classe, tutte le moto montano un propulsore fornito dalla Honda derivato dalla CBR600RR.
Il titolo piloti della classe intermedia del mondiale è stato assegnato solamente all'ultima prova, il GP della Comunità Valenciana, curiosamente ancora prima del via della gara, dato che uno dei due contendenti al titolo, lo spagnolo Marc Márquez, non ha potuto prendere il via per le conseguenze di un incidente occorsogli durante le prove del Gran Premio della Malesia, spianando la strada per la conquista del titolo al tedesco Stefan Bradl.
Durante la stagione Márquez ha ottenuto il numero maggiore di vittorie nelle singole prove, con sette affermazioni, davanti a Bradl che si è imposto quattro volte e ad Andrea Iannone, vittorioso in tre occasioni. Alex De Angelis, Thomas Lüthi e Michele Pirro si sono aggiudicati i restanti Gran Premi.
Grazie ai successi ottenuti da Márquez, Iannone e Lüthi, la Suter si è imposta per la seconda volta consecutiva nella classifica costruttori, con 11 vittorie su 17 gare, precedendo la Kalex, che equipaggiava il pilota iridato. MotoBi e Moriwaki hanno ottenuto invece una vittoria a testa, rispettivamente nel Gran Premio di San Marino e nel Gran Premio della Comunità Valenciana.

#### Classifica piloti (prime 5 posizioni)
| Pos. | Pilota          | Moto   |     |     |     |     |     |     |     |   |    |    |   |    |   |   |   |    |    |     | P.ti |
| ---- | --------------- | ------ | --- | --- | --- | --- | --- | --- | --- | - | -- | -- | - | -- | - | - | - | -- | -- | --- | ---- |
| 1    | Stefan Bradl    | Kalex  | 1   | 5   | 1   | 3   | 1   | 1   | Rit | 2 | 2  | NE | 3 | 6  | 2 | 8 | 4 | 2  | 2  | Rit | 274  |
| 2    | Marc Márquez    | Suter  | Rit | Rit | 21  | 1   | 2   | Rit | 1   | 1 | 1  | NE | 2 | 1  | 1 | 1 | 2 | 3  | NP | NQ  | 251  |
| 3    | Andrea Iannone  | Suter  | 2   | 1   | 13  | Rit | 15  | 16  | 12  | 5 | 14 | NE | 1 | 11 | 3 | 2 | 1 | 8  | 9  | 11  | 177  |
| 4    | Alex De Angelis | MotoBi | 4   | 7   | 12  | 10  | 6   | Rit | 5   | 4 | 3  | NE | 4 | 15 | 4 | 4 | 6 | 1  | 4  | 12  | 174  |
| 5    | Thomas Lüthi    | Suter  | 3   | 2   | Rit | 5   | Rit | 15  | 8   | 6 | 5  | NE | 5 | 17 | 8 | 7 | 3 | 11 | 1  | 17  | 151  |
| Pos. | Pilota          | Moto   |     |     |     |     |     |     |     |   |    |    |   |    |   |   |   |    |    |     | P.ti |

| Legenda                                                                        | 1º posto        | 2º posto        | 3º posto | A punti      | Senza punti        | Grassetto=Pole position Corsivo=Giro più veloce |
| Legenda                                                                        | Gara non valida | Non qualificato | Ritirato | Squalificato | "-" Dato non disp. | Grassetto=Pole position Corsivo=Giro più veloce |
| Fonte dei dati: motogp.com, racingmemo.free.fr, autosport.com, jumpingjack.nl. |                 |                 |          |              |                    |                                                 |

#### Classifica costruttori (prime tre posizioni)
| Pos. | Costruttore | Motocicletta |   |   |   |   |   |   |   |   |   |    |   |   |   |   |   |   |   |    | P.ti |
| ---- | ----------- | ------------ | - | - | - | - | - | - | - | - | - | -- | - | - | - | - | - | - | - | -- | ---- |
| 1    | Suter       | MMXI         | 2 | 1 | 2 | 1 | 2 | 4 | 1 | 1 | 1 | NE | 1 | 1 | 1 | 1 | 1 | 3 | 1 | 2  | 384  |
| 2    | Kalex       | Moto2        | 1 | 5 | 1 | 3 | 1 | 1 | 9 | 2 | 2 | NE | 3 | 6 | 2 | 8 | 4 | 2 | 2 | 16 | 281  |
| 3    | FTR         | M211         | 6 | 3 | 5 | 7 | 4 | 6 | 6 | 7 | 6 | NE | 7 | 2 | 9 | 3 | 5 | 5 | 3 | 5  | 199  |

### Classe 125

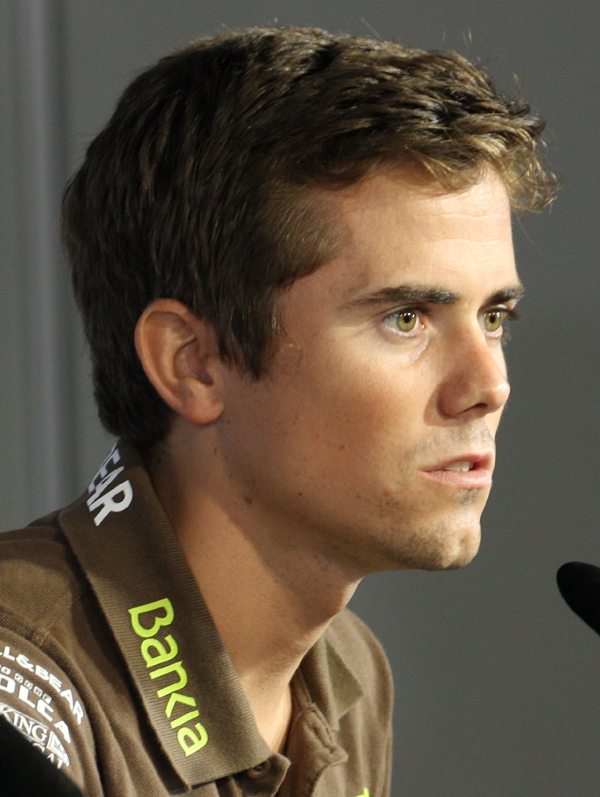
Nicolás Terol, vincitore del titolo iridato.

Anche in questa classe vige il regime monogomma; come nella Moto2 il fornitore è la Dunlop.
Per la classe 125 è l'ultima presenza nelle gare del motomondiale; era l'ultima rimasta tra quelle presenti già nella prima edizione del mondiale nel 1949 e il suo ciclo si conclude dopo 722 gran premi, sostituita dal motomondiale 2012 dalla Moto3.
Il titolo piloti, così come per la classe intermedia, si è deciso all'ultima gara stagionale, con la vittoria da parte del pilota spagnolo Nicolás Terol su Aprilia, davanti a Johann Zarco e Maverick Viñales. La lotta per il titolo costruttori è stata invece ristretta all'interno del Gruppo Piaggio con Aprilia che si è nettamente imposta sulla Derbi, vincitrice in una sola occasione con Zarco.
Curiosamente per Terol, che nella stagione ha ottenuto 8 vittorie e 7 pole position, si è trattato del completamento di una lenta ascesa nella classifica iridata: si era infatti piazzato al terzo posto nel motomondiale 2009 e al secondo nel 2010, sempre nella classe di minor cilindrata.
Con la scomparsa della classe 125 termina anche la presenza nelle massime competizioni del motore a due tempi, rimpiazzato in tutte le categorie da quello a quattro tempi.

#### Classifica piloti (prime 5 posizioni)
| Pos. | Pilota           | Moto    |    |     |     |   |   |     |    |    |   |    |     |   |   |     |   |   |   |     | P.ti |
| ---- | ---------------- | ------- | -- | --- | --- | - | - | --- | -- | -- | - | -- | --- | - | - | --- | - | - | - | --- | ---- |
| 1    | Nicolás Terol    | Aprilia | 1  | 1   | 1   | 2 | 1 | 8   | NP | 1  | 4 | NE | Rit | 1 | 1 | 1   | 2 | 6 | 5 | 2   | 302  |
| 2    | Johann Zarco     | Derbi   | 6  | 3   | 3   | 5 | 6 | 2   | 5  | 2  | 2 | NE | 2   | 5 | 2 | 2   | 1 | 3 | 3 | Rit | 262  |
| 3    | Maverick Viñales | Aprilia | 9  | Rit | 4   | 1 | 2 | Rit | 1  | 3  | 3 | NE | 6   | 2 | 7 | 3   | 4 | 8 | 1 | 1   | 248  |
| 4    | Sandro Cortese   | Aprilia | 2  | 6   | 2   | 7 | 4 | 7   | 4  | 12 | 8 | NE | 1   | 3 | 4 | 7   | 5 | 1 | 2 | Rit | 225  |
| 5    | Héctor Faubel    | Aprilia | 11 | 11  | Rit | 4 | 7 | 3   | 10 | 5  | 1 | NE | 4   | 7 | 5 | Rit | 3 | 7 | 4 | 3   | 177  |
| Pos. | Pilota           | Moto    |    |     |     |   |   |     |    |    |   |    |     |   |   |     |   |   |   |     | P.ti |

| Legenda                                                                        | 1º posto        | 2º posto        | 3º posto | A punti      | Senza punti        | Grassetto=Pole position Corsivo=Giro più veloce |
| Legenda                                                                        | Gara non valida | Non qualificato | Ritirato | Squalificato | "-" Dato non disp. | Grassetto=Pole position Corsivo=Giro più veloce |
| Fonte dei dati: motogp.com, racingmemo.free.fr, autosport.com, jumpingjack.nl. |                 |                 |          |              |                    |                                                 |

#### Classifica costruttori (prime tre posizioni)
| Pos. | Costruttore | Motocicletta |    |    |    |     |    |    |   |    |    |    |    |     |    |    |    |    |    |    | P.ti |
| ---- | ----------- | ------------ | -- | -- | -- | --- | -- | -- | - | -- | -- | -- | -- | --- | -- | -- | -- | -- | -- | -- | ---- |
| 1    | Aprilia     | RSA 125      | 1  | 1  | 1  | 1   | 1  | 1  | 1 | 1  | 1  | NE | 1  | 1   | 1  | 1  | 2  | 1  | 1  | 1  | 420  |
| 2    | Derbi       | RSA 125      | 4  | 3  | 3  | 3   | 5  | 2  | 5 | 2  | 2  | NE | 2  | 5   | 2  | 2  | 1  | 3  | 3  | 4  | 284  |
| 3    | Mahindra    | 125          | 16 | 13 | 16 | Rit | 16 | 11 | 9 | 11 | 14 | NE | 12 | Rit | 15 | 11 | 12 | 10 | 13 | 12 | 49   |